# Чан Хынг Дао (корабль)
«Чан Хынг Дао» (вьет. Trần Hưng Đạo) — фрегат проекта 11661Э в составе ВМС Вьетнама. Построен в России, на Зеленодольском заводе имени А. М. Горького.

## Конструкция
Это третий из четырёх кораблей, построенных по проекту 11661Э «Гепард-3.9» для ВМС Вьетнама. Проект значительно отличается от головного корабля серии 11661, корвета «Татарстан». У экспортного варианта появилась стелс-надстройка и возможность разместить на нём вертолёт Ка-28, он значительно превосходит «Татарстан» по боевым возможностям.

### Вооружение
Основное вооружение «Чан Хынг Дао» — противокорабельные ракеты 3М24Э (экспортный вариант ракет Х-35) с дальностью 130 км; 8 ракет расположены в вертикальных ячейках УКСК. Помимо этих ракет, на корабле установлены:
- пушка АК-176МА калибром 76,2-мм,
- зенитный ракетно-артиллерийский комплекс «Пальма»,
- две АК-630М,
- торпедные аппараты ПТА-53-11661 в носовой и кормовой части[2].

### Радиолокационное оборудование
- радиолокационная станция «Позитив-МЭ1»,
- радиолокационный комплекс «Минерал-МЭ» для управления ракетами,
- РЛС МР-123 для управления огнём АК-176М,
- система управления огнём малой артиллерии «Пальма-СУ» для ближней противовоздушной обороны[4].

## Служба
Проходит службу в составе 162-й бригады 4-го военно-морского округа. Корабль выполняет как оборонительные, так и представительские задачи. В 2019 году корабль посетил Циндао, в 2024 — Владивосток. В 2021 году принимал участие в «Армейских играх», проводимых Министерством обороны России, в 2023 году — в учениях стран АСЕАН AMNEX-2.
В 2019 году на конкурсе профессионального мастерства ВМС Вьетнама «Чан Хынг Дао» занял первое место по количеству наград членам экипажа и подразделениям.
Командир корабля — капитан 3-го ранга Чан Ван Выонг.